# Beaune-d'Allier

Beaune-d'Allier este o comună în departamentul Allier din centrul Franței. În 1 ianuarie 2022 avea o populație de 293 de locuitori.